# Sucessão dos Apóstolos
A Sucessão Apostólica é o termo católico que se utiliza para a transmissão do legado apostólico da época de Cristo através do papa e bispos no decorrer da História.
Segundo é narrado na tradição católica,  em sua vida terrena Jesus Cristo instituiu 12 discípulos que após sua Ressurreição enviou mundo afora em vista da Evangelização dos povos. Estes discípulos enviados receberam o nome de Apóstolos do grego  "enviado". 
Estes apostólos, foram ampliando a Igreja fundando novas Igrejas, conjuntos de fiéis em várias cidades, aglomerados e vilarejos. Em cada um destes lugares instituiam bispos, para que em nome dos apostólos, cuidassem e conduzissem a fé em cada um destes locais em obediência a sã doutrina.
À medida que o tempo fosse passando, novos  bispos iam sendo nomeados e novas igrejas  sendo fundadas, com relatividade organização iam mantendo-se unidos na mesma fé. E com o tempo os Apóstolos e primeiros bispos iam morrendo e dando lugar a novos. Com a sucessão apostólica, a fé, tradição e unidade Igreja iam sendo preservados.